# Fiménil
Fiménil est une commune française située dans le département des Vosges, en région Grand Est.

## Géographie

### Localisation

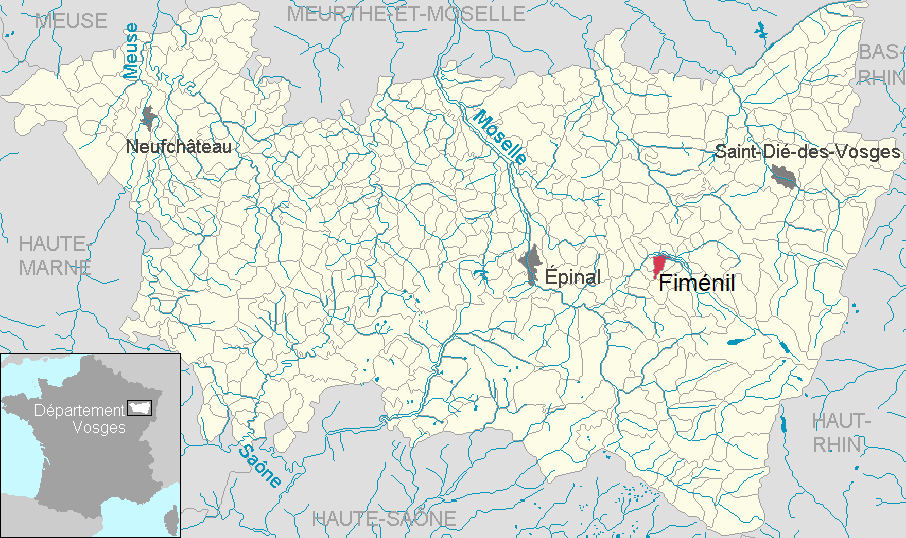
Localisation dans le département.

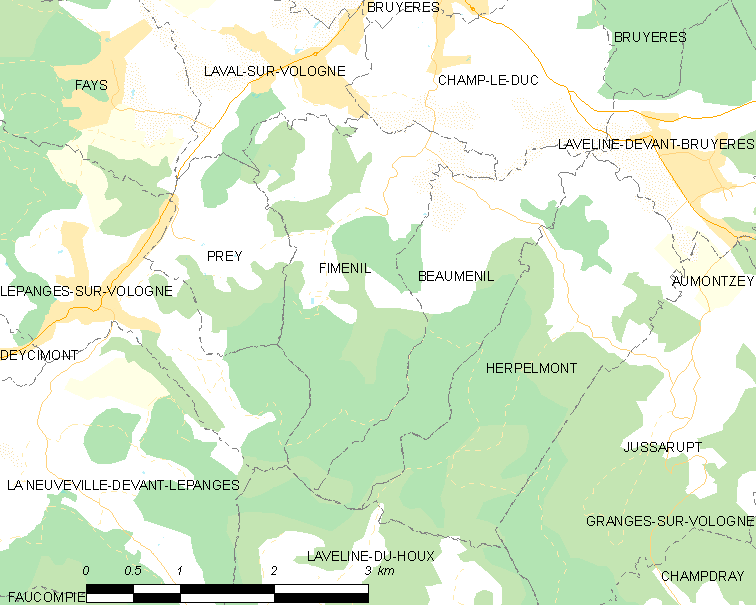
Situation géographique de Fiménil.

Son territoire s'étend sur 5,13 km2 et compte 226 habitants en 2016. Sa densité est de 44,1 hab./km2 et s'érode de nouveau malgré un renouvellement partiel de population dû à l'arrivée de plusieurs jeunes couples et de retraités dans les années 2000.
Fiménil est situé à 25 km au nord-est d'Épinal, préfecture et plus grande ville du département (33 000 hab.). Elle est distante de 29 km de Saint-Dié-des-Vosges (21 700 hab.) et de 23 km de Gérardmer (ville touristique : lac, festival du film fantastique, station de sports d'hiver).

### Géologie et relief
La commune se compose de 0,83 hectares de territoires artificialisés (0,16 %), 210,47 hectares de territoires agricoles (40,48 %) et 309,09 hectares de forêts et milieux semi-naturels (59,44 %).
Relief vallonné de monts typique des Vosges (ballons). Altitude minimale 419 m (aval de la Vologne) et maximale 665 m (à Steaumont). 
Ce village est très riche en prairies naturelles de fond de vallée. Il dispose de côtes de terres labourables peu profondes et sableuses et, sur ces hauteurs, d'importantes forêts qui en firent sa richesse jusqu'à la tempête de 1999. Ces bois sont riches en sources dont celle de Steaumont qui alimente la commune.
Fiménil est situé en zone de piémont, au pied du massif vosgien (Beauménil, bourg voisin est quant à lui considéré en zone de montagne).

### Communes limitrophes
La commune est entourée par les communes de Beauménil à 1 km, Herpelmont 3 km (direction Gérardmer), Champ-le-Duc à 1 km (connu pour son église), Bruyères à 3 km (3 300 hab.), Laval-sur-Vologne à 2 km (643 hab.), Prey 2 km, Lépanges-sur-Vologne (vers Épinal), La Neuveville-devant-Lépanges à 6 km et Laveline-du-Houx...

### Voies de communications et transports

#### Voies routières
- La commune est à 1,3 km de Champ-le-Duc, 1,5 de Beauménil, 3,6 de Bruyèrese et Épinal 24,7[2].
- A31 (aussi appelée autoroute de Lorraine-Bourgogne). Vittel. Échangeur Bulgnéville.

#### Transports en commun
- Fluo Grand Est.

#### Lignes SNCF

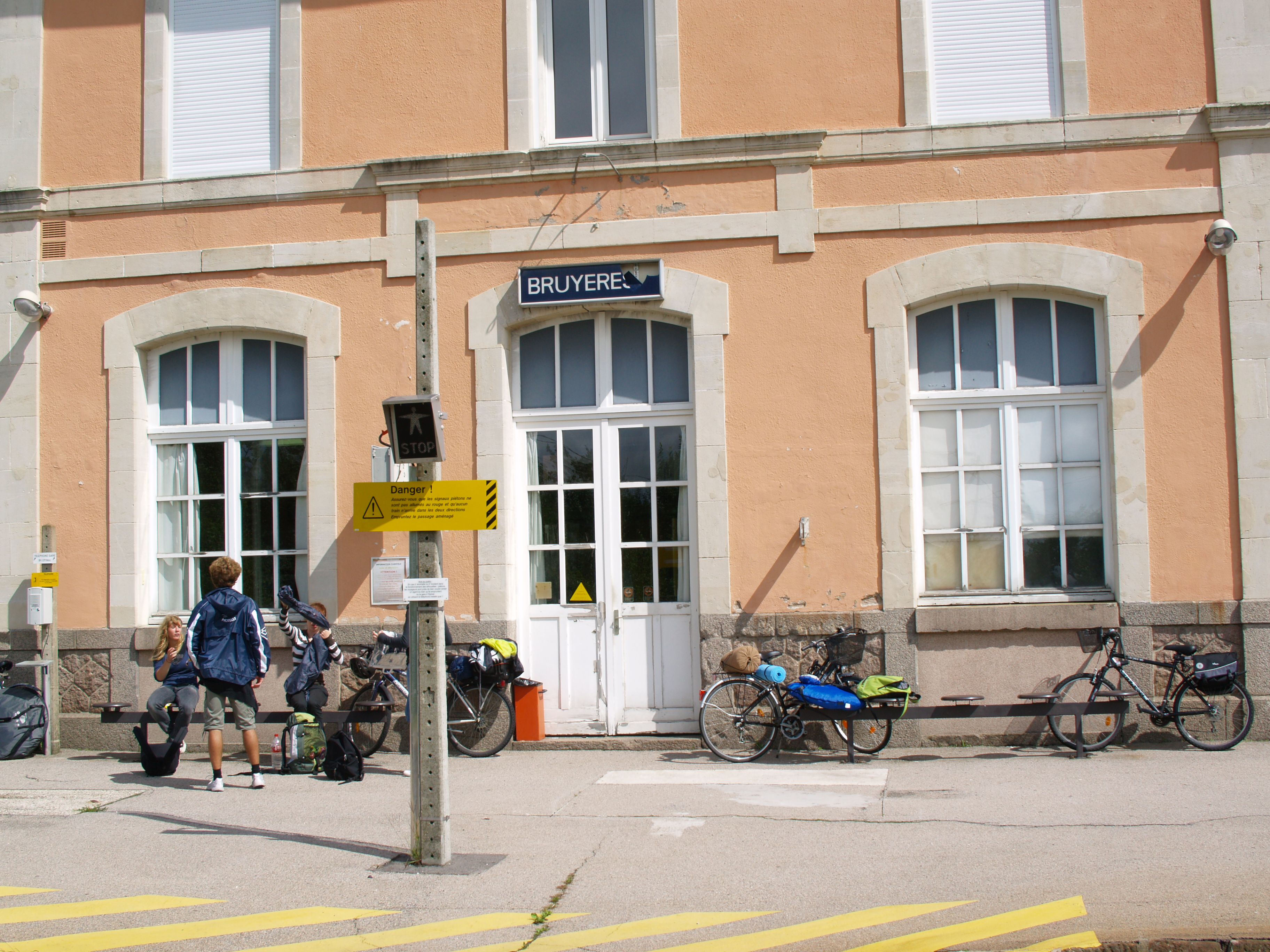
Gare de Bruyères.

- Gare SNCF (ligne d'Épinal à Strasbourg).
- Gare de Bruyères.

#### Transports aériens
- Aéroport de Colmar - Houssen.
- L'Aéroport d'Épinal-Mirecourt « Vosges Aéroport ».

À partir de l'été 2021, l’aéroport d’Épinal-Mirecourt est devenu le "pélicandrome" de la Zone Est et servira ainsi de base de ravitaillement et d’intervention pour les avions bombardiers d’eau connus sous le nom de Dash 8.

### Hydrographie et les eaux souterraines
Hydrogéologie et climatologie : Système d’information pour la gestion des eaux souterraines du bassin Rhin-Meuse :
Territoire communal : Occupation du sol (Corinne Land Cover); Cours d'eau (BD Carthage),
Géologie : Carte géologique; Coupes géologiques et techniques,
 Hydrogéologie : Masses d'eau souterraine; BD Lisa; Cartes piézométriques.
La commune est située dans le bassin versant du Rhin au sein du bassin Rhin-Meuse. Elle est drainée par la Vologne, le canal des Usines, le ruisseau de Malenru et le ruisseau de Prey,.
La Vologne prend sa source à plus de 1 240 mètres d'altitude, sur le domaine du jardin d'altitude du Haut Chitelet, entre le Hohneck et le col de la Schlucht, et se jette dans la Moselle à Jarménil, à 358 m d'altitude.

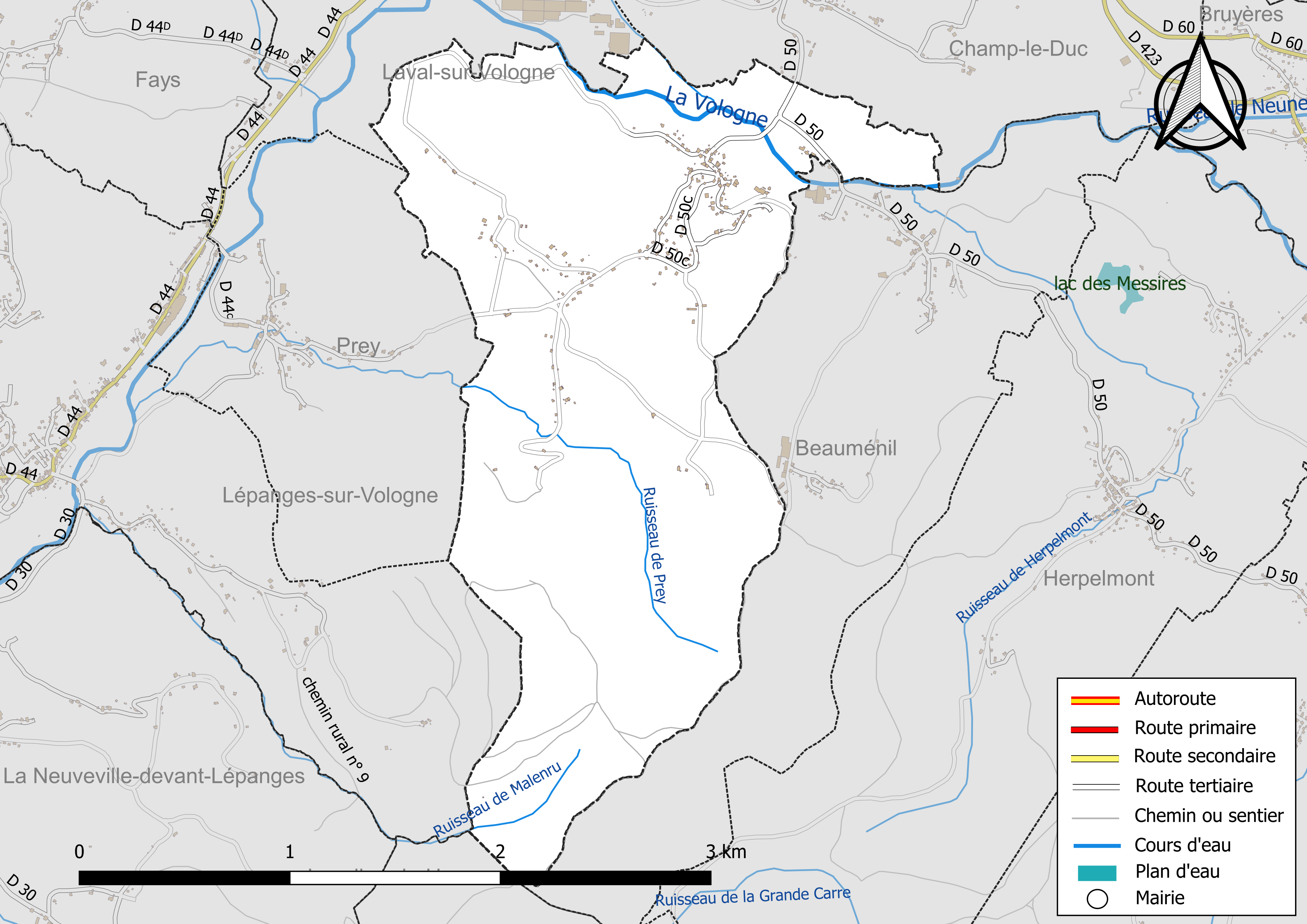
Réseaux hydrographique et routier de Fiménil.

La qualité des eaux de baignade et des cours d’eau peut être consultée sur un site dédié géré par les agences de l’eau et l’Agence française pour la biodiversité.

### Climat
Pour des articles plus généraux, voir Climat du Grand Est et Climat des Vosges.
En 2010, le climat de la commune est de type climat de montagne, selon une étude du Centre national de la recherche scientifique s'appuyant sur une série de données couvrant la période 1971-2000. En 2020, Météo-France publie une typologie des climats de la France métropolitaine dans laquelle la commune est exposée à un climat semi-continental et est dans la région climatique  Vosges, caractérisée par une pluviométrie très élevée (1 500 à 2 000 mm/an) en toutes saisons et un hiver rude (moins de 1 °C). 
Pour la période 1971-2000, la température annuelle moyenne est de 9,2 °C, avec une amplitude thermique annuelle de 16,9 °C. Le cumul annuel moyen de précipitations est de 1 375 mm, avec 13,6 jours de précipitations en janvier et 10,9 jours en juillet. Pour la période 1991-2020, la température moyenne annuelle observée sur la station météorologique de Météo-France la plus proche, « Le Roulier_sapc », sur la commune du Roulier à 7 km à vol d'oiseau, est de 10,2 °C et le cumul annuel moyen de précipitations est de 1 000,2 mm. 
La température maximale relevée sur cette station est de 38,1 °C, atteinte le 25 juillet 2019 ; la température minimale est de −18,3 °C, atteinte le 20 décembre 2009,,. 
Les paramètres climatiques de la commune ont été estimés pour le milieu du siècle (2041-2070) selon différents scénarios d'émission de gaz à effet de serre à partir des nouvelles projections climatiques de référence DRIAS-2020. Ils sont consultables sur un site dédié publié par Météo-France en novembre 2022.

## Urbanisme

### Typologie
Au 1er janvier 2024, Fiménil est catégorisée commune rurale à habitat dispersé, selon la nouvelle grille communale de densité à sept niveaux définie par l'Insee en 2022.
Elle est située hors unité urbaine et hors attraction des villes,.

### Occupation des sols
L'occupation des sols de la commune, telle qu'elle ressort de la base de données européenne d’occupation biophysique des sols Corine Land Cover (CLC), est marquée par l'importance des forêts et milieux semi-naturels (59,4 % en 2018), une proportion sensiblement équivalente à celle de 1990 (58,9 %). La répartition détaillée en 2018 est la suivante : 
forêts (59,4 %), prairies (28,7 %), zones agricoles hétérogènes (11,7 %), zones industrielles ou commerciales et réseaux de communication (0,2 %). L'évolution de l’occupation des sols de la commune et de ses infrastructures peut être observée sur les différentes représentations cartographiques du territoire : la carte de Cassini (XVIIIe siècle), la carte d'état-major (1820-1866) et les cartes ou photos aériennes de l'IGN pour la période actuelle (1950 à aujourd'hui).

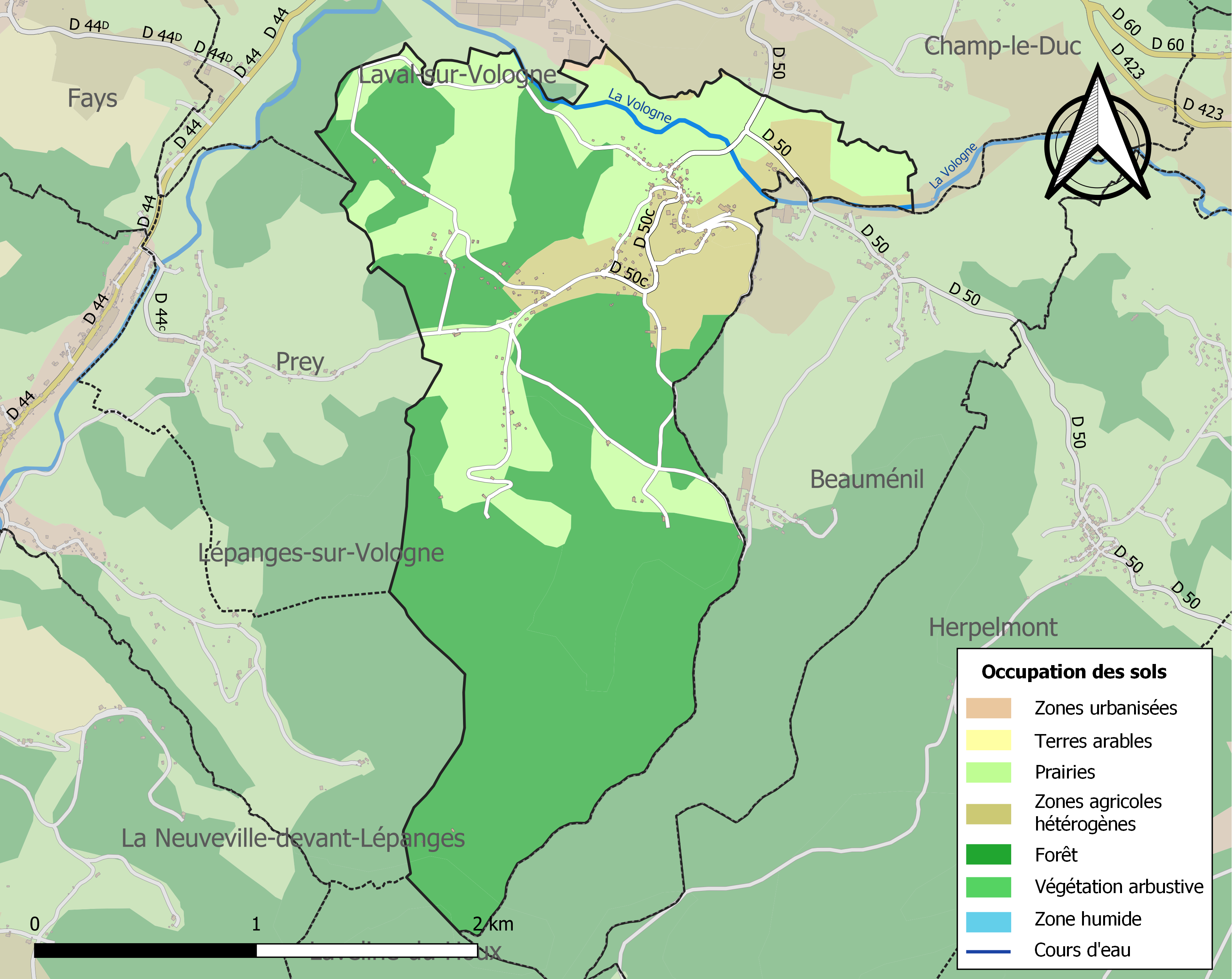
Carte des infrastructures et de l'occupation des sols de la commune en 2018 (CLC).

## Histoire
Au XVIIIe siècle, la communauté de Fimesnil, située dans le duché de Lorraine et le bailliage de Bruyères, ne comptait que 15 feux.
En 1867, les cultures et industries se distribuaient comme suit :
- sur 513 hectares, 163 en terre labourable, 129 en prés, 189 en bois, 2 en jardins, vergers, chènevières, 4 en friches. Les cultures principales sont le blé, l'avoine et la pomme de terre ;
- on y trouve une carrière de grève et une de sable, deux féculeries avec chacune un ouvrier, un moulin avec deux paires de meules et un ouvrier.

Les différents hameaux  à cette époque (1867) sont :
- Blanchamp (42 habitants, 11 maisons) ; Stéomont (67 habitants, 15 maisons) ; Basse-de-la-Combe (34 habitants, 7 maisons) ; Champs-François (41 habitants, 9 maisons) ; Grande-Goutte (9 habitants, 2 maisons) ; Malanrupt (17 habitants, 7 maisons) ; Neuves-Terres (39 habitants, 7 maisons) ; Cavelure (5 habitants) ; Hariopré (5 habitants)[19].

## Politique et administration

### Découpage territorial
Par arrêté préfectoral du 15 septembre 2023, la commune est retirée le 1er janvier 2024 de l'arrondissement d'Épinal et rattachée à l'arrondissement de Saint-Dié-des-Vosges.

### Liste des maires
| Période                                  | Période | Identité       | Étiquette | Qualité     |
| ---------------------------------------- | ------- | -------------- | --------- | ----------- |
| Les données manquantes sont à compléter. |         |                |           |             |
| 1953                                     | 1965    | Jean Second    |           | Instituteur |
| 1965                                     | 1975 ?  | Gilbert Amet   |           |             |
| mars 2001                                | 2020    | Guy Hinzelin   | DVG       |             |
| 2020                                     |         | Lionel Sticker |           |             |

### Budget et fiscalité 2023

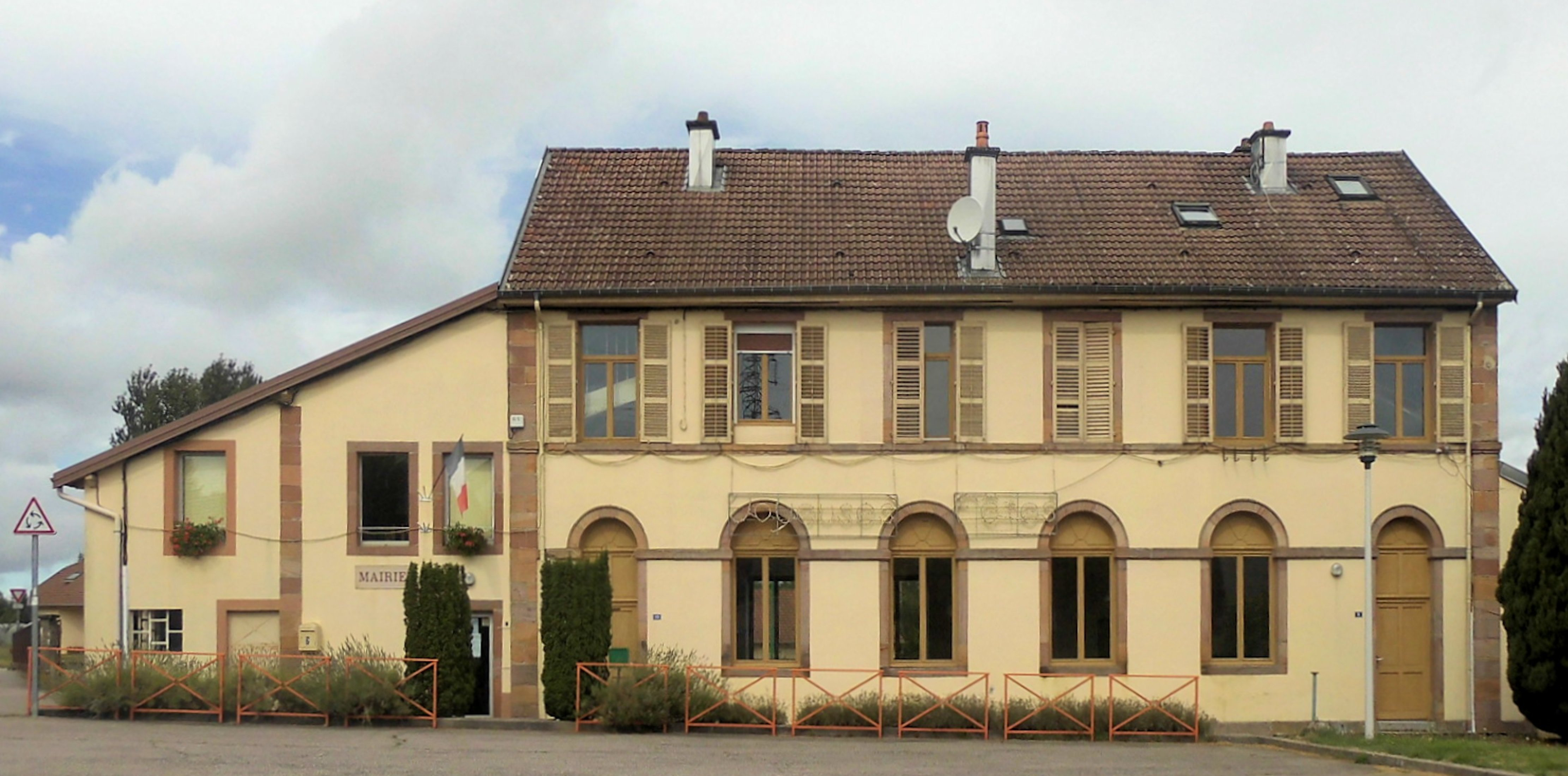
La mairie.

En 2023, le budget de la commune était constitué ainsi :
- total des produits de fonctionnement : 157 000 €, soit 681 € par habitant ;
- total des charges de fonctionnement : 125 000 €, soit 541 € par habitant ;
- total des ressources d'investissement : 25 000 €, soit 106 € par habitant ;
- total des emplois d'investissement : 44 000 €, soit 190 € par habitant ;
- endettement : 111 000 €, soit 482 € par habitant.

Avec les taux de fiscalité suivants :
- taxe d'habitation : 18,77 % ;
- taxe foncière sur les propriétés bâties : 34,89 % ;
- taxe foncière sur les propriétés non bâties : 21,37 % ;
- taxe additionnelle à la taxe foncière sur les propriétés non bâties : 0,00 % ;
- cotisation foncière des entreprises : 0,00 %.

### Politique environnementale
La commune n'est pas desservie par le gaz naturel dont les tuyaux d'approvisionnement traversent pourtant son territoire afin d'alimenter la papeterie de Laval-sur-Vologne et la ville de Bruyères.

## Population et société

### Démographie

#### Évolution démographique
L'évolution du nombre d'habitants est connue à travers les recensements de la population effectués dans la commune depuis 1503. Pour les communes de moins de 10 000 habitants, une enquête de recensement portant sur toute la population est réalisée tous les cinq ans, les populations de référence des années intermédiaires étant quant à elles estimées par interpolation ou extrapolation. Pour la commune, le premier recensement exhaustif entrant dans le cadre du nouveau dispositif a été réalisé en 2008.

En 2022, la commune comptait 232 habitants, en évolution de +2,65 % par rapport à 2016 (Vosges : −2,96 %, France hors Mayotte : +2,11 %).
| 1503 | 1602 | 1648 | 1708 | 1793 | 1800 | 1806 | 1821 | 1831 |
| ---- | ---- | ---- | ---- | ---- | ---- | ---- | ---- | ---- |
| 47   | 140  | 43   | 121  | 289  | 314  | 324  | 369  | 443  |

| 1836 | 1841 | 1846 | 1856 | 1861 | 1866 | 1876 | 1881 | 1886 |
| ---- | ---- | ---- | ---- | ---- | ---- | ---- | ---- | ---- |
| 461  | 456  | 463  | 460  | 484  | 469  | 448  | 428  | 383  |

| 1891 | 1896 | 1901 | 1906 | 1911 | 1921 | 1926 | 1931 | 1936 |
| ---- | ---- | ---- | ---- | ---- | ---- | ---- | ---- | ---- |
| 338  | 339  | 419  | 417  | 427  | 347  | 372  | 365  | 327  |

| 1946 | 1954 | 1962 | 1968 | 1975 | 1982 | 1990 | 1999 | 2006 |
| ---- | ---- | ---- | ---- | ---- | ---- | ---- | ---- | ---- |
| 297  | 276  | 252  | 201  | 206  | 204  | 221  | 195  | 244  |

| 2008 | 2013 | 2018 | 2022 | - | - | - | - | - |
| ---- | ---- | ---- | ---- | - | - | - | - | - |
| 258  | 232  | 227  | 232  | - | - | - | - | - |

#### Structure de la population
La commune est composée de 94 ménages, dont 38 % couple avec enfants (commune sans école pourtant, fermée depuis une vingtaine d'années), 29 % sans, 25 % de célibataires et 9 % monoparentale.
Composé surtout de retraités (29 %), professions intermédiaires (29 %), d'ouvriers (25 %), artisans...

### Enseignement
Établissements d'enseignements :
- Écoles maternelles et primaires à Laval-sur-Vologne, Champ-le-Duc, Lépanges-sur-Vologne, La Neuveville-devant-Lépanges, Bruyères.
- Collèges à Bruyère, Le Tholy, Éloyes, Corcieux.
- Lycées à Bruyère, La Baffe, Gérardmer.

### Santé
Professionnels et établissements de santé :
- Médecins à Bruyères, Laveline-devant-Bruyères, Brouvelieures, Grandvillers, Granges-sur-Vologne.
- Pharmacies à Bruyères, Granges-sur-Vologne, Docelles, Le Tholy, Éloyes, Pouxeux.
- Hôpitaux à Bruyères, Gerbépal, Gérardmer, Rambervillers, Épinal.

### Cultes
- Fiménil est une commune sans église, elle fait partie de la paroisse de Champ-le-Duc[28].

## Économie

### Entreprises et commerces
Aujourd'hui, Fiménil est une petite commune rurale sans agriculteur (élevage) mais habitée d'ouvriers qui travaillent, ou ont travaillé, dans l'industrie textile et l'électroménager (activités depuis lors disparues), dans la papeterie ou l'équipement automobile, d'artisans du bâtiment, de maraîchers, de producteurs de poisson d'agrément et de distillateurs.

#### Agriculture
- Élevage de vaches laitières.
- Reproduction de plantes.

#### Tourisme
- Hébergements et restauration à Champ-le-Duc, Bruyères, Jussarup, Laveline-du-Houx, Champdray, Tendon, Grandvillers.

#### Commerces
Nombreux commerces : grandes surfaces alimentaires, bricolages, garages automobiles... dans la ville toute proche de Bruyères (à moins de 5 minutes).
- Commerces et services de proximité[29].

### Revenus de la population et fiscalité
Chiffres clés Revenus et pauvreté des ménages en 2021 : médiane en 2021 du revenu disponible, par unité de consommation : 21 740 €.
Le prix moyen de l'immobilier sur la commune  est d'environ 1 269 € le mètre carré (en janvier 2025).

## Culture locale et patrimoine

### Lieux et monuments
- Croix de chemin, vers 1800[32].
- Monument aux morts commun avec Champ-le-Duc.
- L’église de l'Assomption-de-Notre-Dame de Champ-le-Duc commune aux deux villages.

### Patrimoine naturel
- La commune est proche du parc naturel régional des Ballons des Vosges dont la limite territoriale n'est éloignée de Fiménil que de 7 km environ.
- Espaces naturels[33] :
- Une zone naturelle d'intérêt écologique, faunistique et floristique (Znieff) :

Massif vosgien.

### Personnalités liées à la commune
- Médaillés de Sainte-Hélène : Joseph Baptiste Pierre, Michel Thuillier[35].
- Constant Nicolas Lemasson, botaniste, historien[36].

### Héraldique
Commune sans blason.

## Pour approfondir